# Alpina Farben
Alpina ist eine eingetragene Marke der Deutschen Amphibolin-Werke (DAW) mit Sitz in Ober-Ramstadt im Landkreis Darmstadt-Dieburg in Hessen und wurde durch das Produkt Alpinaweiß bekannt. Die unter diesem Markennamen erhältlichen Produkte werden in Deutschland durch die Alpina Farben Vertriebs GmbH & Co. KG vertrieben, in der Schweiz durch die Alpina Farben AG und in Österreich durch die Glemadur Farben und Lacke Vertriebsges. mbH. Die Alpina Farben Vertriebs GmbH & Co. KG ist eine von acht Vertriebsgesellschaften der DAW in Deutschland und vertreibt Farben, Lacke und Lasuren für die Haus- und Wohnraumgestaltung. Sie gehört vollständig zu DAW. Die gesamte Gruppe beschäftigte im Jahr 2016 etwa 4500 Mitarbeiter und wies einen Jahresumsatz von 1,262 Mrd. Euro aus. Seit 2007 wird die Jahresbilanz konsolidiert in der Bilanz der DAW ausgewiesen.

## Geschichte
Die Wandfarbe Alpinaweiß wurde im Jahr 1901 vom Chemiker und Farbenfabrikanten Robert Murjahn auf den Markt gebracht. Im Jahr 1909 wird Alpinaweiß als Marke eingetragen. Damit konnte Wandfarbe, die damals nur als Pulver angeboten wurde, in kaltem statt in erhitztem Wasser angerührt werden. Die Idee zum Namen kam dem Unternehmer Murjahn in Luzern, als er vom Hotelfenster auf die schneebedeckten weißen Berge schaute.

## Auszeichnungen
- Superbrand 2009
- Marke des Jahrhunderts 2010